# Bundeswahlkreis Lyons
Koordinaten: 42° 5′ S, 147° 4′ O

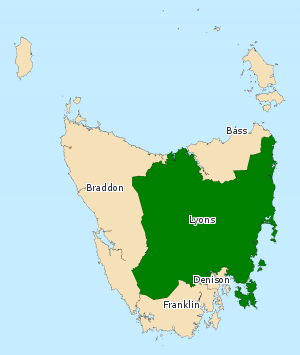
Lage des Wahlkreises in Tasmanien.

Der Bundeswahlkreis Lyons ist ein Wahlkreis (englisch electoral division) für die Wahl eines Abgeordneten des australischen Repräsentantenhauses.
Der Wahlkreis erstreckt sich von der Ostküste Tasmaniens bis weit ins Landesinnere. Er umfasst mehrere Orte, wie New Norfolk, Deloraine oder St Marys.
Der Wahlkreis wurde, nach der Abschaffung des Wahlkreises Wilmot, 1984 angelegt und nach dem ehemaligen australischen Premierminister Joseph Lyons benannt.

## Bisherige Abgeordnete
| Name            | Partei                     | Amtszeiten |
| --------------- | -------------------------- | ---------- |
| Max Burr        | Liberal Party of Australia | 1984–1993  |
| Dick Adams      | Australian Labor Party     | 1993–2013  |
| Eric Hutchinson | Liberal Party of Australia | 2013–2016  |
| Brian Mitchell  | Australian Labor Party     | 2016–      |